# Pura Fernández García
Purificación "Pura" Fernández García (Cambil, Jaén, 1921 - L'Hospitalet de Llobregat, 13 d'agost de 1997) va ser una sindicalista, militant del Partit Socialista Unificat de Catalunya, lluitadora veïnal i feminista.

## Biografia
Va néixer l'any 1921 a Cambil, Jaén, en un mas on la família treballava a jornal. El 1935 es van traslladar a la capital i ella va començar a fer de minyona. L'any 1943, amb 21 anys, va marxar a Linares amb Felipe Cruz Martínez (en alguns casos, citat com a Felipe Cruz Fernández), amb qui va contraure matrimoni consuetudinari.
L'any 1948, amb els seus fills, va emigrar a Barcelona, on ja hi havia el seu marit, que fugia de la repressió política. El 1949 es van instal·lar en una barraca del barri de la Bomba, a l'Hospitalet de Llobregat, on van viure prop de 15 anys. Allà comença a tenir contactes amb membres del PSUC i casa seva es converteix en la seu de l'aparell de propaganda del partit, on milita el seu marit. L'any 1961, arran de l'empresonament del seu marit a la Model de Barcelona acusat de propaganda il·legal, va decidir fer treball solidari amb els presos i les seves famílies. Felipe Cruz va ser condemnat i traslladat a la presó de Saragossa, on va coincidir amb Jordi Pujol, i finalment al penal de Cáceres. L'any 1963 va ser indultat amb motiu de la mort del papa Joan XXIII.
Posteriorment, el 20 de novembre de 1964, Pura i Felipe van participar en la fundació de Comissions Obreres de Catalunya, a la parròquia de Sant Medir del barri barceloní de la Bordeta. En aquell acte, Pura Fernández i altres dones de l'Hospitalet van constituir el Moviment de Dones Democràtiques. El 1966 va crear la Cooperativa d'Habitatges de la Bomba i va encapçalar la lluita per aconseguir habitatges al barri de Bellvitge.
El Primer de Maig de l'any 1967, en un acte al barri barceloní de Torre Baró, la policia va detenir 44 persones, entre les quals, Pura Fernández i Felipe Cruz.A les 72 hores, Pura va ser posada en llibertat, però el seu marit va ingressar a presó durant tres mesos. El 21 d'abril de 1968, va ser detinguda per segona vegada, en aquesta ocasió, quan sortia de l'església de Santa Eulàlia de Provençana, on estava preparant amb una vintena de militants del PSUC i CCOO la celebració del Primer de Maig. Pura havia assistit a la reunió com a representant del Moviment de Dones Democràtiques, una trobada on també va ser detingut Felipe Cruz, qui va ser empresonat diversos mesos a la Model. De la comissaria de la Via Laietana va ser traslladada a la presó de dones de la Trinitat, on va aprendre a llegir i escriure durant els tres mesos que hi va passar.
Poc després de sortir-ne, al desembre del 1968, va entrar a viure en el primer dels quatre blocs que havien aconseguit al nord de Bellvitge, una zona sense urbanitzar. L'any 1969 va impulsar la Comissió de Barri, el 1973 es va legalitzar l'Associació de Veïns de Bellvitge Nord i, amb la Vocalia de Dones, l'any 1976, va participar en les Jornades Catalanes de la Dona.
Durant els anys 80, Pura va participar activament al Partit dels Comunistes de Catalunya, fundat el 1982 a partir d'una escissió del sector prosoviètic del PSUC, oposat a l'eurocomunisme. L'any 1989 va reingressar al PSUC i a Iniciativa per Catalunya. Va morir el 13 d'agost de 1997 a l'Hospitalet de Llobregat i, mesos més tard, va ser homenatjada en un acte multitudinari a la ciutat en què van participar representants polítics, sindicals i veïnals.
Com a homenatge pòstum, el Centre d'Urgències d'Atenció Primària (CUAP) del carrer del Cobalt de l'Hospitalet, inaugurat el març de 2009, porta el seu nom. El març de 2023, va ser una de les personalitats homenatjades per l'Ajuntament de Barcelona en la campanya Ciutat de Dones.